# 思伦
思伦（1486年—1533年），孟养诏法，麓川思氏后裔，思陆法之子。中国史籍《殊域周咨录》作思凯，《滇史》作思伦法、思轮、思轮法；傣文史籍《嘿勐咕勐》作思彦法；缅甸史籍《琉璃宫史》作色隆法（[móɲ̥ɪ́ɴ səloʊɴ]）。思伦统治期间，与缅甸、孟密爆发争霸战争，最终于1526年攻灭缅甸阿瓦王朝，建立阿瓦掸人王朝。1533年，思伦为部下谋害，死于美都附近。

## 生平

### 即位
1519年，思陆法去世，其子思伦即位。孟养与格礼发生战争。缅王瑞南觉欣召集群臣商议如何如何在掸人内乱中获利，南达都利亚建议称：“目前孟养土司与格礼土司争战不休，双方力量旗鼓相当，战事已历八九月之久，相持不下。王应起大队人马，派王储率军前去征讨，定能占领双方城池。”缅王听从了这个建议，于当年派遣王太子明基纽（Mingyi Nyo）率军攻打格礼。缅军进抵明钦城，格礼王归降，缅军顺利收复了勒博、比昂比亚、甘尼、格奈、班基十乡等城镇。

### 连结木邦
1520年，缅军平定格礼之后，缅王又召集群臣商议御边之策，内傅蒲甘侯德多建议称：“孟养色隆兵强马壮，能战善谋，以后必来犯我土。为此，应在明钦城加固城防，增加兵力。另美都、鄂耶内、西博德达、德勃因等城亦应加强防卫力量。”于是缅王派遣亚扎德曼守明钦城，德道榭守美都城，色隆加马尼守鄂耶内城，亚扎丁坚守西博达亚城，巴亚加马尼守德勃因城，严阵以待。又以阿敏城赐格礼王，以拉拢格礼对抗孟养。
为了对付缅甸，思伦与木邦宣慰司罕烈法结盟。傣历甲寅年（1520年），思伦（思彦法）迎娶木邦宣慰使罕烈（兴威景玉官罕行）之女“雯佐小姐”，通过联姻的方式与木邦结盟。联姻之事，使得“孟养思伦与木邦罕烈结亲相倚”。为了迎娶雯佐，思伦派遣大陶勐以最隆重的礼仪，带着贵重的聘礼前往木邦姻亲。孟养迎亲的队伍被陇川驱逐。思伦遂联合罕烈一同攻打陇川。陇川向孟密求援，孟密击败了孟养和木邦联军。

### 南征缅甸
1523年凉季，思伦亲率大军南征缅甸，缅王瑞南觉欣亲率大军救援，但是被击溃。孟养军乘胜攻取美都、鄂耶内、西博德达。缅王瑞南觉欣一路回到阿瓦。雨季到来之前，孟养军掳走了北部地区的百姓、马、牛等。思伦则驻扎在美都城，等待雨季过后继续南征阿瓦。
雨季结束后，思伦率军南征阿瓦，一直抵达到伊洛瓦底江北岸的实皆。思伦将实皆附近的寺庙、村庄全部焚毁，之后向西攻打甘尼、格奈、那当、勃东、阿敏等城，悉数攻破。接着傣人渡过钦敦江，攻克布坎基，又攻勒博、比昂比亚、班基十乡，侵入伊洛瓦底江下游地区。宫育瓦以西的德叶、色固、色林、邦林、垒盖诸城王侯纷纷弃城逃走，思伦屯驻于德叶城，大有围攻卑谬之势。一心谋夺阿瓦王座的卑谬王德多明绍派使者前往德叶，希望与思伦联合攻打阿瓦。之后又亲自前往德叶城朝拜思伦，双方立誓结盟。随后孟养从陆路、卑谬从水路，一同北上围攻阿瓦城。

### 灭亡缅甸
1525年初，缅王瑞南觉欣溃逃回到阿瓦之后，派遣南达丁坚前往孟密求援。孟密王思真（孔迈基）得知曰：“小小孟养色隆如此猖獗，有吾在此，竟敢毁吾盟国。”于是下迅速集结大军前往阿瓦。
2月，思真法率兵到达阿瓦。缅王瑞南觉欣亲自前往迎接思真，在金宫之中设宴款待。2月14日，思伦亲率大军达到阿瓦。19日，孟养军击溃缅军。瑞南觉欣、思真趁夜弃城出逃，撤退到新冈、外温一带。破晓，卑谬王德多明绍率卑谬舰队来到阿瓦。思伦于阿瓦城中册封卑谬王德多明绍为缅甸国王。22日，孟养人掠夺了良象骏马，渡过伊洛瓦底江，从实皆北撤。途径美都、鄂耶内、西博德达、德勃因等城之时，思伦都留下重兵镇守。德多明绍于傣人班师之后，将阿瓦城中的贵族、高僧悉数带回卑谬。
4月，瑞南觉欣、思真听闻德多明绍退回卑谬后，返回阿瓦城。思真法旋即向瑞南觉欣辞别，回到孟密。瑞南觉欣送走思真法之后，召集了全国的诸侯和官员，令其宣誓效忠，永不反叛，欲借此巩固统治，恢复元气。东吁王摩诃底里泽亚都趁着阿瓦与孟养交战之际，再度反叛阿瓦。
雨季结束之后，思伦再度率军南征缅甸。孟养大军到达汉林麦之后，阿瓦才获得消息。瑞南觉欣迅速召集国内诸侯，派王太子明基纽率战象八百、马军一千，士卒二万前往布坎基御敌，同时又派人到孟密求援。明基纽到达布坎之后，出那嫩盖，袭击阿敏城傣人守军。缅军在阿敏修整二日，之后连续攻克勃东、甘尼二城，俘获战象十二头，马匹一百六十匹，士卒一千余人。明基纽驻扎在甘尼城，某日突然患病暴卒，缅军将官返回布坎基。
1526年2月，思伦亲率大军从汉林到达实皆，在伊洛瓦底江北岸制作木筏，从皎德龙渡江。
3月，孟养大军包围阿瓦城，因孟密援救尚未到达，缅王瑞南觉欣只得坚守阿瓦城。3月24日，傣人攻破阿瓦城，瑞南觉欣骑上“瑞沙代”战象，打开城门逃走。当瑞南觉欣从炯乌渡河之时，遭到了多汉法的拦截。在交战之中，瑞南觉欣中炮身亡，毙命于战象之上。同日，阿瓦陷落，阿瓦境内的缅甸贵族或逃往卑谬、东吁，甚至孟密，或遁世隐居。阿瓦南境的彬牙、因康、密达、莱德等城诸侯归降东吁。
思伦册封儿子多汉法为阿瓦国王，并且来找得知明基仰瑙辅佐多汉发。思伦安排完阿瓦的事务之后，返回孟养。

#### 明朝史籍的记载
孟养思伦长期与木邦、孟密、陇川、缅甸等土司混战，1526年，思伦联合木邦罕烈南下攻缅，缅甸宣慰莽纪岁逃往孟密，孟密安抚使思真护送莽纪岁回缅，思伦半路拦截，将莽纪岁杀死。思伦占领缅地，缅甸阿瓦王朝亡国，思伦立莽卜信守阿瓦，返回孟养。随后，思伦又与木邦联合将陇川衙门抢杀一空。1528年，云南总兵官沐绍勋、云南巡抚欧阳重遣参政王汝舟、永昌知府严时泰走访滇西各土司，谕以祸福。思伦表示愿意进贡象牙、土锦、金银器，退地赎罪，明世宗宣布赦免思伦罪责，令其安守疆界、不得越境生事。但孟养势力并未退出缅甸，由于滇东发生安凤之乱，明朝无暇顾及，最后不了了之。

### 征讨卑谬
嘉靖十一年（1532）凉季，思伦前往阿瓦，会合多汉法南征卑谬。勃因兑派人前往孟养军营，献上大量礼物。思伦说：“兄长，过去你曾说过与吾共同征讨阿瓦，事成之后共掌江山，但是兄长未来与吾共事。现在兄长是愿来效劳，还是要在战场上比个高低？”勃因兑认为无法击退思伦，于是出城投降。思伦将勃因兑带回阿瓦，然后返回孟养。德勃因之时，释放了勃因兑。

### 去世
思伦经过美都之时，被自己的部下谋杀。思伦死后，孟养王朝亦宣告分裂，思伦之子多汉法为阿瓦王，另一子色隆艾（Sawlon-nge）为孟养王。

## 引用
1. ↑  Zata（1960），47页
2. ↑  明史·卷三百十五·云南土司传三，8132页，缅甸条："嘉靖初，孟养酋思陆子思伦纠木邦及孟密，击破缅，杀宣慰莽纪岁并其妻子，分据其地。缅诉于朝，不报。"
3. ↑  殊域周咨录·九卷，云南百夷篇，339页："至是腾冲军民指挥使司委官千户曹辅賫捧红牌底簿勘合前往付缅甸宣慰司，被迤西久反贼种思凯攻杀缅甸，夺取戛赛等二十四处地方。"
4. 1 2  滇史·十二卷，339页："丙戌年，孟养思伦法攻夺缅地，破阿瓦城。"
5. ↑  滇史·十二卷，339页："初，孟养思洪死，思轮继立；正德间，与缅甸互争地，各遣使上闻。"
6. ↑  滇史·十二卷，339页："思轮法因率二处兵象大破缅甸阿瓦城。"
7. ↑  嘿勐咕勐，111页
8. 1 2  琉璃宫史，518页
9. ↑  琉璃宫史，518-519页
10. ↑  嘿勐咕勐，111-112页
11. ↑  琉璃宫史，519页
12. ↑  琉璃宫史，520页
13. ↑  琉璃宫史，520-521页
14. ↑  琉璃宫史，521页
15. ↑  琉璃宫史，521-523页
16. ↑  琉璃宫史，524-525页
17. ↑  琉璃宫史，527页
18. ↑  殊域周咨录·九卷，云南百夷篇，339页："今被贼种思凯挟恨前仇，凋零夷兵象马渡金沙江攻杀缅甸，我宣慰父子奔往缅甸安抚司地方，有安抚思真领众头目护送回还。又被迤西反贼纠同木邦将我宣慰正身杀死，掳其子去为奴，印信敕书红牌金字勘合底簿杀抢一空，等情。"
19. ↑  明史·卷三百十五·云南土司传三，8132页，缅甸条："然缅地邻孟养，而孟养以缅先执思任发，故怨缅。嘉靖初，孟养酋思陆子思伦纠木邦及孟密，击破缅，杀宣慰莽纪岁并其妻子，分据其地。缅诉于朝，不报。六年始命永昌知府严时泰、卫指挥王训往勘。思伦夜纵兵鼓噪，焚驿舍，杀赍金牌千户曹义，时泰仓皇遁，乃别立土舍莽卜信守之而去。"
20. ↑  殊域周咨录·九卷，云南百夷篇，339页："又与木邦宣慰司纠合将陇川衙门抢杀一空。"
21. ↑  明史·卷三百十五·云南土司传三，8154页，孟养条："嘉靖七年，总兵官沐绍勋、巡抚欧阳重遣参政王汝舟等遍历诸蛮，谕以祸福。孟养思伦等各愿贡象牙、土锦、金银器，退地赎罪。"
22. ↑  明世宗实录·九三卷，2165-2167页，嘉靖七年十月戊辰条："初云南缅甸木邦陇川孟密孟养等处土夷忿争讐杀岁久未平各以其情具奏下镇巡等官按问总兵沐绍勋巡抚都御史欧阳重会参政王汝舟知府严时泰等遍历诸夷譬以祸福诸夷皆伏罪退还侵地而木邦宣慰司罕烈孟养贼孽思伦各贡牙象土锦金银器物求赎……上曰……思伦罕烈能畏威效顺俱准赎罪……仍敕戒思伦罕烈令守疆界以图保全不得越境生事自取诛灭"
23. ↑  明史·卷三百十五·云南土司传三，8132页，缅甸条："值安凤之乱，不暇究其事。"
24. ↑  琉璃宫史，529页
25. ↑  Harvey（1925），104-107页